# Eva Verbitsky Hunt
Muriel Eva Verbitsky de Hunt (1934–1980) fue una antropóloga cultural, académica y escritora argentina que se mudó a Estados Unidos a finales de la década de 1950. Se la conoce por sus contribuciones a la etnohistoria y antropología simbólica. Junto a su marido Robert Hunt, realizó un trabajo regional innovador en Oaxaca, México, en la década de 1960.

## Biografía
Nacida el 12 de abril de 1934 en Buenos Aires, Verbitsky era la hija del guionista Alejandro Verbitsky y de la educadora infantil Josefa Plotkin, ambos judíos cuyos padres habían emigrado a Argentina desde el Imperio ruso. Cuando cumplió los 17 años, se mudó con su familia a Ciudad de México, donde  desarrolló sus habilidades como pintora. En 1953, después de licenciarse en antropología por la Universidad Femenina de México, se convirtió en investigadora bajo Roberto Weitlaner en la Escuela Nacional de Antropología, colaborando con él el Museo Nacional de Antropología. En los 50 y 60,  realiza trabajos de campo en Oaxaca, primero estudiando los Cuicatecos y más tarde investigando en la región Mixteca bajo Kimball Romney.
En 1957, gracias a Romney, Verbitsky continuó su investigación en antropología mexicana en la Universidad de Chicago bajo Robert McCormick Adams Jr., Fred Eggan y Eric Lobo, consiguiendo un máster en 1959 y su doctorado en 1962 con su tesis "Las Dinámicas del Grupo Doméstico en Dos Pueblos Tzeltal". En 1960, se casó con Robert Hunt, con quien estuvo de 1963 a 64 en México, realizando investigaciones sobre los indios Cuicatecos. Estuvo un tiempo en la Universidad de Northwestern en 1961, tras el cual  empezó a dar clases en la Universidad de Chicago en 1965.
A mitad de la década de 1970, Hunt puso el énfasis en la importancia del parentesco al investigar la antropología de Mesoamérica, céntrandose cada vez más en el análisis regional y publicando "La Transformación del Colibrí: Raíces Culturales de un Poema Mítico Zinacantecano" (1977), que tomaba prestadas las ideas de Claude Lévi-Strauss sobre antropología estructural.
Eva Hunt, que se convirtió en catedrática de la Universidad de Boston en 1978, murió de cáncer el 29 de febrero de 1980. En su honor, se estableció la Eva Hunt Teaching Fellowship.

## Obras selectas
Las numerosas publicaciones de Hunt incluyen:
- 1962: Hunt, Muriel Eva Verbitsky. "La dinámica del grupo doméstico en pueblos Tzeltal: una comparación de contrastes". Universidad de Chicago.
- 1967: Hunt, Eva; Caza, Robert. "Educación como una Institución de Interfaz en el México Rural y la Ciudad Interior americana". Midway Magazine, 8(2):99
- 1977: Hunt, Eva. "La Transformación del Colibrí: Raíces Culturales de un Poema Mítico Zinacantecano". Ithaca: Cornell University Press
- 1978: Hunt, Eva. "La Procedencia y Contenidos de los Códices de Porfirio Díaz y Fernando de Lea". American Antiquity 43:673